# Customer partnering
Il Customer Partnering (CP) è il metodo di lavoro che presuppone la cooperazione stretta tra cliente e fornitore finalizzato alla soddisfazione delle necessità di entrambi. I programmi di CP volti a soddisfare necessità immediate, nel breve-medio termine e nel medio termine si dicono rispettivamente, operativi, tattici e strategici. Tutti i programmi presuppongono la piena soddisfazione dei clienti di cui si chiede la collaborazione circa i servizi ed i prodotti offerti. I programmi richiedono inoltre obiettivi chiari da raggiungere e la loro formalizzazione per evitare aspettative eccessive da entrambe le parti. Per la loro flessibilità, i programmi di Customer Partnering possono essere volti a verificare la bontà, a migliorare, o a lanciare prodotti e servizi, così come a sviluppare nuove opportunità di business.